# Hong Kong New World Tower
Hong Kong New World Tower (кит.: 香港新世界大厦)  — хмарочос в Шанхаї, КНР. Висота 61-поверхового будинку становить 242 метри, з урахуванням антени 278 метрів. Будівництво було завершено в 2002 році. Проект розроблено архітектурним бюро Bregman + Hamann Architects.